# Dong Fangxiao
Dong Fangxiao (chinesisch 董芳霄, Pinyin Dǒng Fāngxiāo; * 23. Januar 1986) ist eine ehemalige chinesische Turnerin.
Dong nahm an den Olympischen Spielen 2000 in Sydney teil und gewann mit dem chinesischen Team die Bronzemedaille im Mannschaftsmehrkampf der Frauen, diese wurde ihr aber im April 2010 wieder aberkannt.
Am 26. Februar 2010 gab der Internationale Turnerbund (FIG) nach 16-monatiger Nachforschung bekannt, dass Dong zu diesem Zeitpunkt erst 14 Jahre alt war. Zuvor hatte sie den 20. Januar 1983 als Geburtsdatum angegeben, um das erforderliche Mindestalter für Turnerinnen bei Olympischen Spielen (16 Jahre) vorweisen zu können. Der Schwindel flog auf, als sich Dong bei den Olympischen Spielen 2008 in Peking mit ihrem eigentlichen Geburtsdatum als technische Hilfskraft beworben hatte. Im Dezember 2009 kam es im Zuge der Ermittlungen auch zu einer Anhörung der Sportlerin in Lausanne, dem Sitz der FIG.
Der Turn-Weltverband forderte vom Internationalen Olympischen Komitee (IOC) die Aberkennung der Bronzemedaille. Zugleich verhängte die FIG erstmals Sanktionen wegen Fälschung der Altersangabe und strich Dongs Ergebnisse bei der Turn-WM 1999 in Tianjin aus der Weltcup-Saison 1999/2000 und vom Weltcup-Finale 2000 in Glasgow.
Nach den Olympischen Spielen setzte sie ihre Wettkämpfe für das chinesische Team fort und nahm an den Ostasienspielen 2001, der Universiade und am Weltcup teil. Dong zog sich 2001 im Alter von 15 Jahren aufgrund einer Nekrose in ihrem Bein vom Turnen zurück. Zum Zeitpunkt ihres Rücktritts vom Turnen im Jahr 2001 war Dong altersbedingt noch nicht berechtigt, als Seniorin an internationalen Wettkämpfen teilzunehmen, da sie erst im Kalenderjahr 2002 16 Jahre alt wurde.
2010 lebte sie mit Ehemann und Tochter in Neuseeland.